# آندریا رپوسی
آندریا رپوسی (انگلیسی: Andrea Repossi؛ زادهٔ ۱۵ ژوئیهٔ ۱۹۹۶) بازیکن فوتبال است.
از باشگاه‌هایی که در آن بازی کرده‌است می‌توان به باشگاه فوتبال وارزه اشاره کرد.